# Giải Sao Thổ cho nữ diễn viên chính xuất sắc nhất trên truyền hình
Giải Sao Thổ cho nữ diễn viên chính truyền hình xuất sắc nhất là một trong các giải Sao Thổ dành cho nữ diễn viên đóng vai chính trong một phim hoặc chương trình truyền hình được bầu chọn là xuất sắc nhất. Giải này được lập từ năm 1996.

## Các người đoạt giải & được đề cử

### Thập niên 1990
- 1996: Gillian Anderson - The X-Files
  - Claudia Christian - Babylon 5
  - Melissa Joan Hart - Sabrina, the Teenage Witch
  - Lucy Lawless - Xena: Warrior Princess
  - Helen Shaver - Poltergeist: The Legacy
  - Megan Ward - Dark Skies
- 1997: Kate Mulgrew - Star Trek: Voyager
  - Gillian Anderson - The X-Files
  - Sarah Michelle Gellar - Buffy the Vampire Slayer
  - Jeri Ryan - Star Trek: Voyager
  - Ally Walker - Profiler
  - Peta Wilson - La Femme Nikita
- 1998: Sarah Michelle Gellar - Buffy the Vampire Slayer
  - Gillian Anderson - The X-Files
  - Claudia Christian - Babylon 5
  - Shannen Doherty - Charmed
  - Kate Mulgrew - Star Trek: Voyager
  - Jeri Ryan - Star Trek: Voyager
- 1999: Margaret Colin - Now and Again
  - Gillian Anderson - The X-Files
  - Claudia Black - Farscape
  - Shannen Doherty - Charmed
  - Sarah Michelle Gellar - Buffy the Vampire Slayer
  - Kate Mulgrew - Star Trek: Voyager

### Thập niên 2000
- 2000: Jessica Alba - Dark Angel
  - Gillian Anderson - The X-Files
  - Claudia Black - Farscape
  - Charisma Carpenter - Angel
  - Sarah Michelle Gellar - Buffy the Vampire Slayer
  - Kate Mulgrew - Star Trek: Voyager
- 2001: Yancy Butler - Witchblade
  - Jessica Alba - Dark Angel
  - Gillian Anderson - The X-Files
  - Claudia Black - Farscape
  - Sarah Michelle Gellar - Buffy the Vampire Slayer
  - Kristin Kreuk - Smallville
- 2002: Jennifer Garner - Alias
  - Emily Bergl - Taken
  - Claudia Black - Farscape
  - Charisma Carpenter - Angel
  - Sarah Michelle Gellar - Buffy the Vampire Slayer
  - Kristin Kreuk - Smallville
- 2003: Amber Tamblyn - Joan of Arcadia
  - Eliza Dushku - Tru Calling
  - Jennifer Garner - Alias
  - Sarah Michelle Gellar - Buffy the Vampire Slayer
  - Kristin Kreuk - Smallville
  - Ellen Muth - Dead Like Me
- 2004: Claudia Black - Farscape: The Peacekeeper Wars
  - Kristen Bell - Veronica Mars
  - Jennifer Garner - Alias
  - Anne Heche - The Dead Will Tell
  - Evangeline Lilly - LOST
  - Amber Tamblyn - Joan of Arcadia
- 2005: Kristen Bell - Veronica Mars
  - Patricia Arquette - Medium
  - Jennifer Garner - Alias
  - Jennifer Love Hewitt - Ghost Whisperer
  - Kristen Kreuk - Smallville
  - Evangeline Lilly - LOST
- 2006: Jennifer Love Hewitt - Ghost Whisperer
  - Patricia Arquette - Medium
  - Kristen Bell - Veronica Mars
  - Evangeline Lilly - LOST
  - Katee Sackhoff - Battlestar Galactica
  - Kyra Sedgwick - The Closer
- 2007: Jennifer Love Hewitt - Ghost Whisperer
  - Anna Friel - Pushing Daisies
  - Lena Headey - Terminator: The Sarah Connor Chronicles
  - Holly Hunter - Saving Grace
  - Evangeline Lilly - LOST
  - Kyra Sedgwick - The Closer